# Centerville (Geòrgia)
|  | Aquest article tracta sobre la localitat al comtat de Houston (Geòrgia). Si cerqueu la localitat del mateix nom al comtat de Walton (Geòrgia), vegeu «Jersey (Geòrgia)». |

Centerville és una ciutat al comtat de Houston  de l'estat de Geòrgia (Estats Units). Segons el cens del 2000 tenia 4.278 habitants.

## Demografia
D'acord al cens del 2000 Centerville tenia 4.278 habitants, 1.595 habitatges, i 1.248 famílies. La densitat de població era de 589,9 habitants per km².
Dels 1.595 habitatges en un 39,2% hi vivien nens de menys de 18 anys, en un 61,5% hi vivien parelles casades, en un 12,5% dones solteres, i en un 21,7% no eren unitats familiars. En el 17,9% dels habitatges hi vivien persones soles el 3,8% de les quals corresponia a persones de 65 anys o més que vivien soles. El nombre mitjà de persones vivint en cada habitatge era de 2,67 i el nombre mitjà de persones que vivien en cada família era de 3,01.
Per edats la població es repartia de la següent manera: un 27,5% tenia menys de 18 anys, un 8,2% entre 18 i 24, un 33,1% entre 25 i 44, un 23% de 45 a 60 i un 8,1% 65 anys o més.
L'edat mediana era de 34 anys. Per cada 100 dones de 18 o més anys hi havia 94,7 homes.
La renda mediana per habitatge era de 46.797 $ i la renda mediana per família de 52.554 $. Els homes tenien una renda mediana de 36.731 $ mentre que les dones 26.406 $. La renda per capita de la població era de 20.434 $. Entorn del 5,1% de les famílies i el 7,8% de la població estaven per davall del llindar de pobresa.

## Poblacions properes
El següent diagrama mostra les poblacions més properes.